# Деалул Виеј (Бузау)
Деалул Виеј (рум. Dealul Viei) насеље је у Румунији у округу Бузау у општини Мереј. Oпштина се налази на надморској висини од 129 m.

## Становништво
Према подацима из 2002. године у насељу је живело 914 становника.

### Попис2002.
| Расподела становништва по националности 2002.‍ | Расподела становништва по националности 2002.‍ | Расподела становништва по националности 2002.‍ | Расподела становништва по националности 2002.‍ | Расподела становништва по националности 2002.‍ |
| --------------------------------------------- | --------------------------------------------- | --------------------------------------------- | --------------------------------------------- | --------------------------------------------- |
|                                               |                                               |                                               |                                               |                                               |
| Румуни                                        | Румуни                                        |                                               | 847                                           | 92,7%                                         |
| Роми                                          | Роми                                          |                                               | 67                                            | 7,3%                                          |